# 感化縣 (唐代)
感化縣，唐代設置的縣。
唐武德三年置，屬思州。貞觀元年，思州廢，改屬務州。貞觀四年，改務州為思州。八年，又廢感化縣。。